# John Hancock (Schauspieler)
John Hancock (* 4. März 1941 in Hazen, Arkansas; † 12. Oktober 1992 in Los Angeles, Kalifornien) war ein US-amerikanischer Schauspieler.

## Leben
Am 12. Oktober 1992 verstarb John Hancock während der Dreharbeiten der Fernsehserie Love & War, in der er eine Hauptrolle spielte, an den Folgen eines Herzinfarkts. Er liegt im Forest Lawn Memorial Park in Hollywood Hills begraben.

## Filmografie (Auswahl)

### Film
- 1978: Cinderella in Harlem (Cindy)
- 1978: Eine ganz krumme Tour (Foul Play)
- 1979: Das elfte Opfer (11th Victim)
- 1979: Roots – Die nächsten Generationen (Roots: The Next Generations)
- 1979: Zehn – Die Traumfrau (10)
- 1979: Zwei in Teufels Küche (The In-Laws)
- 1980: Ene Mene Mu und Präsident bist du (First Family)
- 1980: Hollywood Cops (The Black Marble)
- 1981: Der Zauberbogen (The Archer: Fugitive from the Empire)
- 1981: Kesse Bienen auf der Matte (… All the Marbles)
- 1982: Die unglaubliche Reise in einem verrückten Raumschiff (Airplane II: The Sequel)
- 1982: Unter den Augen der Justiz (In the Custody of Strangers)
- 1983: Das Bombengeschäft (Deal of the Century)
- 1983: Operation Osaka (Girls of the White Orchid)
- 1983: Zwei ausgekochte Gauner (The Sting II)
- 1984: City Heat – Der Bulle und der Schnüffler (City Heat)
- 1984: Sergeant Waters – Eine Soldatengeschichte (A Soldier’s Story)
- 1986: Crossroads – Pakt mit dem Teufel (Crossroads)
- 1988: Zwei mal zwei (Big Business)
- 1990: Fegefeuer der Eitelkeiten (The Bonfire of the Vanities)
- 1990: Why me? – Warum gerade ich? (Why me?)
- 1992: Eine Frau für alle Fälle (Criminal Behavior)

### Serie
- 1982: Der unglaubliche Hulk (The Incredible Hulk, eine Folge)
- 1982–1986: Polizeirevier Hill Street (Hill Street Blues, drei Folgen)
- 1983–1989: Familienbande (Family Ties, sieben Folgen)
- 1984: Mord ist ihr Hobby (Murder She Wrote, Pilotfilm)
- 1984–1985: Hardcastle & McCormick (Hardcastle and McCormick, zwei Folgen)
- 1986–1991: L.A. Law – Staranwälte, Tricks, Prozesse (L.A. Law, elf Folgen)
- 1989–1991: Raumschiff Enterprise: Das nächste Jahrhundert (Star Trek: The Next Generation, zwei Folgen)
- 1991–1992: Knall Cops (Pacific Station, 13 Folgen)
- 1992: Love & War (sechs Folgen)